# Список астероїдів (27801—27900)
| Назва                           | Тимчасове позначення | Дата відкриття    | Місце відкриття                              | Відкривач                        |
| ------------------------------- | -------------------- | ----------------- | -------------------------------------------- | -------------------------------- |
| (27801) 1993 FS28               | 1993 FS28            | 21 березня 1993   | Обсерваторія Ла-Сілья                        | UESAC                            |
| (27802) 1993 FY30               | 1993 FY30            | 19 березня 1993   | Обсерваторія Ла-Сілья                        | UESAC                            |
| (27803) 1993 FU35               | 1993 FU35            | 19 березня 1993   | Обсерваторія Ла-Сілья                        | UESAC                            |
| (27804) 1993 FP38               | 1993 FP38            | 19 березня 1993   | Обсерваторія Ла-Сілья                        | UESAC                            |
| (27805) 1993 FJ40               | 1993 FJ40            | 19 березня 1993   | Обсерваторія Ла-Сілья                        | UESAC                            |
| (27806) 1993 FS46               | 1993 FS46            | 19 березня 1993   | Обсерваторія Ла-Сілья                        | UESAC                            |
| (27807) 1993 FF49               | 1993 FF49            | 19 березня 1993   | Обсерваторія Ла-Сілья                        | UESAC                            |
| (27808) 1993 FT56               | 1993 FT56            | 17 березня 1993   | Обсерваторія Ла-Сілья                        | UESAC                            |
| (27809) 1993 HS1                | 1993 HS1             | 20 квітня 1993    | Обсерваторія Кітамі                          | Кін Ендате, Кадзуро Ватанабе     |
| 27810 Дейвтернер (Daveturner)   | 1993 OC2             | 23 липня 1993     | Паломарська обсерваторія                     | Керолін Шумейкер, Девід Леві     |
| (27811) 1993 OA7                | 1993 OA7             | 20 липня 1993     | Обсерваторія Ла-Сілья                        | Ерік Вальтер Ельст               |
| (27812) 1993 OJ8                | 1993 OJ8             | 20 липня 1993     | Обсерваторія Ла-Сілья                        | Ерік Вальтер Ельст               |
| (27813) 1993 PS3                | 1993 PS3             | 14 серпня 1993    | Коссоль                                      | Ерік Вальтер Ельст               |
| (27814) 1993 RR                 | 1993 RR              | 16 вересня 1993   | Обсерваторія Кітт-Пік                        | Spacewatch                       |
| (27815) 1993 SA1                | 1993 SA1             | 16 вересня 1993   | Обсерваторія Кітамі                          | Кін Ендате, Кадзуро Ватанабе     |
| (27816) 1993 TH2                | 1993 TH2             | 15 жовтня 1993    | Обсерваторія Кітамі                          | Кін Ендате, Кадзуро Ватанабе     |
| (27817) 1993 TO17               | 1993 TO17            | 9 жовтня 1993     | Обсерваторія Ла-Сілья                        | Ерік Вальтер Ельст               |
| (27818) 1993 TH24               | 1993 TH24            | 9 жовтня 1993     | Обсерваторія Ла-Сілья                        | Ерік Вальтер Ельст               |
| (27819) 1993 TG27               | 1993 TG27            | 9 жовтня 1993     | Обсерваторія Ла-Сілья                        | Ерік Вальтер Ельст               |
| (27820) 1993 TD34               | 1993 TD34            | 9 жовтня 1993     | Обсерваторія Ла-Сілья                        | Ерік Вальтер Ельст               |
| (27821) 1993 TU34               | 1993 TU34            | 9 жовтня 1993     | Обсерваторія Ла-Сілья                        | Ерік Вальтер Ельст               |
| (27822) 1993 UG1                | 1993 UG1             | 19 жовтня 1993    | Паломарська обсерваторія                     | Е. Гелін                         |
| (27823) 1993 UC8                | 1993 UC8             | 20 жовтня 1993    | Обсерваторія Ла-Сілья                        | Ерік Вальтер Ельст               |
| (27824) 1993 UD8                | 1993 UD8             | 20 жовтня 1993    | Обсерваторія Ла-Сілья                        | Ерік Вальтер Ельст               |
| (27825) 1993 VP                 | 1993 VP              | 9 листопада 1993  | Обсерваторія Кійосато                        | Сатору Отомо                     |
| (27826) 1993 WQ                 | 1993 WQ              | 22 листопада 1993 | Нюкаса                                       | Масанорі Хірасава, Шохеї Судзукі |
| 27827 Ukai                      | 1993 XJ1             | 9 грудня 1993     | Нюкаса                                       | Масанорі Хірасава, Шохеї Судзукі |
| (27828) 1994 AY2                | 1994 AY2             | 12 січня 1994     | Обсерваторія Кушіро                          | Сейджі Уеда, Хіроші Канеда       |
| (27829) 1994 BM4                | 1994 BM4             | 21 січня 1994     | Обсерваторія Кійосато                        | Сатору Отомо                     |
| (27830) 1994 CK14               | 1994 CK14            | 8 лютого 1994     | Обсерваторія Ла-Сілья                        | Ерік Вальтер Ельст               |
| (27831) 1994 DF                 | 1994 DF              | 18 лютого 1994    | Обсерваторія Ніхондайра                      | Такеші Урата                     |
| (27832) 1994 EW                 | 1994 EW              | 10 березня 1994   | Обсерваторія Кітт-Пік                        | Spacewatch                       |
| (27833) 1994 PB4                | 1994 PB4             | 10 серпня 1994    | Обсерваторія Ла-Сілья                        | Ерік Вальтер Ельст               |
| (27834) 1994 PW13               | 1994 PW13            | 10 серпня 1994    | Обсерваторія Ла-Сілья                        | Ерік Вальтер Ельст               |
| (27835) 1994 PZ13               | 1994 PZ13            | 10 серпня 1994    | Обсерваторія Ла-Сілья                        | Ерік Вальтер Ельст               |
| (27836) 1994 PQ16               | 1994 PQ16            | 10 серпня 1994    | Обсерваторія Ла-Сілья                        | Ерік Вальтер Ельст               |
| (27837) 1994 PU16               | 1994 PU16            | 10 серпня 1994    | Обсерваторія Ла-Сілья                        | Ерік Вальтер Ельст               |
| (27838) 1994 PU20               | 1994 PU20            | 12 серпня 1994    | Обсерваторія Ла-Сілья                        | Ерік Вальтер Ельст               |
| (27839) 1994 PX20               | 1994 PX20            | 12 серпня 1994    | Обсерваторія Ла-Сілья                        | Ерік Вальтер Ельст               |
| (27840) 1994 PJ28               | 1994 PJ28            | 12 серпня 1994    | Обсерваторія Ла-Сілья                        | Ерік Вальтер Ельст               |
| (27841) 1994 PS36               | 1994 PS36            | 10 серпня 1994    | Обсерваторія Ла-Сілья                        | Ерік Вальтер Ельст               |
| (27842) 1994 QJ                 | 1994 QJ              | 28 серпня 1994    | Обсерваторія Сайдинг-Спрінг                  | Роберт Макнот                    |
| (27843) 1994 RM3                | 1994 RM3             | 5 вересня 1994    | Обсерваторія Кітт-Пік                        | Spacewatch                       |
| (27844) 1994 TG1                | 1994 TG1             | 2 жовтня 1994     | Обсерваторія Кітамі                          | Кін Ендате, Кадзуро Ватанабе     |
| 27845 Джозефмейєр (Josephmeyer) | 1994 TJ16            | 5 жовтня 1994     | Обсерваторія Карла Шварцшильда               | Ф. Бернґен                       |
| 27846 Онеґґер (Honegger)        | 1994 TT16            | 5 жовтня 1994     | Обсерваторія Карла Шварцшильда               | Ф. Бернґен                       |
| (27847) 1994 UT                 | 1994 UT              | 31 жовтня 1994    | Обсерваторія Наті-Кацуура                    | Йошісада Шімідзу, Такеші Урата   |
| (27848) 1994 UZ                 | 1994 UZ              | 31 жовтня 1994    | Обсерваторія Наті-Кацуура                    | Йошісада Шімідзу, Такеші Урата   |
| 27849 Сююмбіке (Suyumbika)      | 1994 UU1             | 29 жовтня 1994    | Станція Зеленчуцька обсерваторії Енгельгарта | Т. Крячко                        |
| (27850) 1994 UD2                | 1994 UD2             | 31 жовтня 1994    | Обсерваторія Кушіро                          | Сейджі Уеда, Хіроші Канеда       |
| (27851) 1994 VG2                | 1994 VG2             | 8 листопада 1994  | Обсерваторія Кійосато                        | Сатору Отомо                     |
| (27852) 1994 WQ                 | 1994 WQ              | 25 листопада 1994 | Обсерваторія Оїдзумі                         | Такао Кобаяші                    |
| (27853) 1994 XA1                | 1994 XA1             | 6 грудня 1994     | Обсерваторія Оїдзумі                         | Такао Кобаяші                    |
| (27854) 1994 YG1                | 1994 YG1             | 28 грудня 1994    | Обсерваторія Оїдзумі                         | Такао Кобаяші                    |
| 27855 Giorgilli                 | 1995 AK              | 4 січня 1995      | Сормано                                      | Франческо Манка, А. Теста        |
| (27856) 1995 AX3                | 1995 AX3             | 2 січня 1995      | Коссоль                                      | Ерік Вальтер Ельст               |
| (27857) 1995 BZ                 | 1995 BZ              | 25 січня 1995     | Обсерваторія Оїдзумі                         | Такао Кобаяші                    |
| (27858) 1995 BZ1                | 1995 BZ1             | 30 січня 1995     | Обсерваторія Садбері                         | Денніс ді Сікко                  |
| (27859) 1995 BB2                | 1995 BB2             | 29 січня 1995     | Обсерваторія Оїдзумі                         | Такао Кобаяші                    |
| (27860) 1995 BV2                | 1995 BV2             | 27 січня 1995     | Обсерваторія Кушіро                          | Сейджі Уеда, Хіроші Канеда       |
| (27861) 1995 BL4                | 1995 BL4             | 28 січня 1995     | Обсерваторія Кітамі                          | Кін Ендате, Кадзуро Ватанабе     |
| (27862) 1995 BJ5                | 1995 BJ5             | 23 січня 1995     | Обсерваторія Кітт-Пік                        | Spacewatch                       |
| (27863) 1995 DZ5                | 1995 DZ5             | 24 лютого 1995    | Обсерваторія Кітт-Пік                        | Spacewatch                       |
| 27864 Антонґрафф (Antongraff)   | 1995 EA9             | 5 березня 1995    | Обсерваторія Карла Шварцшильда               | Ф. Бернґен                       |
| 27865 Ludgerfroebel             | 1995 FQ              | 30 березня 1995   | Обсерваторія Ла-Сілья                        | Стефано Моттола, Е. Колдевей     |
| (27866) 1995 FZ6                | 1995 FZ6             | 23 березня 1995   | Обсерваторія Кітт-Пік                        | Spacewatch                       |
| (27867) 1995 KF4                | 1995 KF4             | 26 травня 1995    | Обсерваторія Кітт-Пік                        | Spacewatch                       |
| (27868) 1995 MY1                | 1995 MY1             | 23 червня 1995    | Обсерваторія Кітт-Пік                        | Spacewatch                       |
| (27869) 1995 SR45               | 1995 SR45            | 26 вересня 1995   | Обсерваторія Кітт-Пік                        | Spacewatch                       |
| 27870 Джилвотсон (Jillwatson)   | 1995 VW              | 12 листопада 1995 | Обсерваторія Галеакала                       | AMOS                             |
| (27871) 1995 VL15               | 1995 VL15            | 15 листопада 1995 | Обсерваторія Кітт-Пік                        | Spacewatch                       |
| (27872) 1995 WU7                | 1995 WU7             | 28 листопада 1995 | Обсерваторія Оїдзумі                         | Такао Кобаяші                    |
| (27873) 1995 XP1                | 1995 XP1             | 15 грудня 1995    | Обсерваторія Оїдзумі                         | Такао Кобаяші                    |
| (27874) 1995 YM1                | 1995 YM1             | 21 грудня 1995    | Обсерваторія Оїдзумі                         | Такао Кобаяші                    |
| (27875) 1996 BL3                | 1996 BL3             | 27 січня 1996     | Обсерваторія Оїдзумі                         | Такао Кобаяші                    |
| (27876) 1996 BM4                | 1996 BM4             | 24 січня 1996     | Сокорро (Нью-Мексико)                        | Сокорро (Нью-Мексико)            |
| (27877) 1996 BX4                | 1996 BX4             | 16 січня 1996     | Обсерваторія Кітт-Пік                        | Spacewatch                       |
| (27878) 1996 CE1                | 1996 CE1             | 11 лютого 1996    | Обсерваторія Оїдзумі                         | Такао Кобаяші                    |
| 27879 Сібата (Shibata)          | 1996 CZ2             | 15 лютого 1996    | Обсерваторія Наніо                           | Томімару Окуні                   |
| (27880) 1996 EQ                 | 1996 EQ              | 14 березня 1996   | Обсерваторія Садбері                         | Денніс ді Сікко                  |
| (27881) 1996 EC1                | 1996 EC1             | 15 березня 1996   | Обсерваторія Галеакала                       | NEAT                             |
| (27882) 1996 EJ1                | 1996 EJ1             | 10 березня 1996   | Обсерваторія Кітамі                          | Кін Ендате, Кадзуро Ватанабе     |
| (27883) 1996 ET1                | 1996 ET1             | 15 березня 1996   | Обсерваторія Галеакала                       | NEAT                             |
| (27884) 1996 EZ1                | 1996 EZ1             | 15 березня 1996   | Обсерваторія Галеакала                       | NEAT                             |
| (27885) 1996 ED2                | 1996 ED2             | 15 березня 1996   | Обсерваторія Галеакала                       | NEAT                             |
| (27886) 1996 ER12               | 1996 ER12            | 13 березня 1996   | Обсерваторія Кітт-Пік                        | Spacewatch                       |
| (27887) 1996 GU1                | 1996 GU1             | 12 квітня 1996    | Обсерваторія Кітамі                          | Кін Ендате, Кадзуро Ватанабе     |
| (27888) 1996 GG5                | 1996 GG5             | 11 квітня 1996    | Обсерваторія Кітт-Пік                        | Spacewatch                       |
| (27889) 1996 GR17               | 1996 GR17            | 15 квітня 1996    | Обсерваторія Ла-Сілья                        | Ерік Вальтер Ельст               |
| (27890) 1996 GG18               | 1996 GG18            | 15 квітня 1996    | Обсерваторія Ла-Сілья                        | Ерік Вальтер Ельст               |
| (27891) 1996 HY                 | 1996 HY              | 20 квітня 1996    | Обсерваторія Оїдзумі                         | Такао Кобаяші                    |
| (27892) 1996 HG25               | 1996 HG25            | 20 квітня 1996    | Обсерваторія Ла-Сілья                        | Ерік Вальтер Ельст               |
| (27893) 1996 HK25               | 1996 HK25            | 20 квітня 1996    | Обсерваторія Ла-Сілья                        | Ерік Вальтер Ельст               |
| (27894) 1996 JU12               | 1996 JU12            | 10 травня 1996    | Обсерваторія Кітт-Пік                        | Spacewatch                       |
| 27895 Yeduzheng                 | 1996 LL              | 6 червня 1996     | Станція Сінлун                               | SCAP                             |
| (27896) 1996 NB                 | 1996 NB              | 13 липня 1996     | Обсерваторія Модри                           | Адріан Галад, А. Правда          |
| (27897) 1996 NF4                | 1996 NF4             | 14 липня 1996     | Обсерваторія Ла-Сілья                        | Ерік Вальтер Ельст               |
| (27898) 1996 OS2                | 1996 OS2             | 23 липня 1996     | Обсерваторія Галеакала                       | AMOS                             |
| 27899 Letterman                 | 1996 QF              | 18 серпня 1996    | Обсерваторія Садбері                         | Денніс ді Сікко                  |
| 27900 Cecconi                   | 1996 RM              | 7 вересня 1996    | Сормано                                      | В. Джуліані, Паоло К'явенна      |

| ← Астероїди 20001—30000 → |             |             |             |             |             |             |             |             |             |
| 20001—20100               | 21001—21100 | 22001—22100 | 23001—23100 | 24001—24100 | 25001—25100 | 26001—26100 | 27001—27100 | 28001—28100 | 29001—29100 |
| 20101—20200               | 21101—21200 | 22101—22200 | 23101—23200 | 24101—24200 | 25101—25200 | 26101—26200 | 27101—27200 | 28101—28200 | 29101—29200 |
| 20201—20300               | 21201—21300 | 22201—22300 | 23201—23300 | 24201—24300 | 25201—25300 | 26201—26300 | 27201—27300 | 28201—28300 | 29201—29300 |
| 20301—20400               | 21301—21400 | 22301—22400 | 23301—23400 | 24301—24400 | 25301—25400 | 26301—26400 | 27301—27400 | 28301—28400 | 29301—29400 |
| 20401—20500               | 21401—21500 | 22401—22500 | 23401—23500 | 24401—24500 | 25401—25500 | 26401—26500 | 27401—27500 | 28401—28500 | 29401—29500 |
| 20501—20600               | 21501—21600 | 22501—22600 | 23501—23600 | 24501—24600 | 25501—25600 | 26501—26600 | 27501—27600 | 28501—28600 | 29501—29600 |
| 20601—20700               | 21601—21700 | 22601—22700 | 23601—23700 | 24601—24700 | 25601—25700 | 26601—26700 | 27601—27700 | 28601—28700 | 29601—29700 |
| 20701—20800               | 21701—21800 | 22701—22800 | 23701—23800 | 24701—24800 | 25701—25800 | 26701—26800 | 27701—27800 | 28701—28800 | 29701—29800 |
| 20801—20900               | 21801—21900 | 22801—22900 | 23801—23900 | 24801—24900 | 25801—25900 | 26801—26900 | 27801—27900 | 28801—28900 | 29801—29900 |
| 20901—21000               | 21901—22000 | 22901—23000 | 23901—24000 | 24901—25000 | 25901—26000 | 26901—27000 | 27901—28000 | 28901—29000 | 29901—30000 |